# Johannes Hampel (Pädagoge)
Johannes Hampel (* 24. August 1925 in Troppau; † 4. April 2016 in Augsburg) war ein deutscher Pädagoge. Er war Professor für Didaktik der Sozialkunde an der Universität Augsburg.

## Leben
In der Ersten Tschechoslowakischen Republik zur Welt gekommen, studierte Hampel in Regensburg, München und Ellensburg (Washington) Geschichte, Philosophie und Politikwissenschaft. Mit einer Doktorarbeit bei Fritz Stippel wurde er 1957 an der Ludwig-Maximilians-Universität München promoviert. 1959 wurde er wissenschaftlicher Assistent an der PH Augsburg. Mit Franz Seilnacht (Lehrbeauftragter der Pädagogischen Hochschule München) verfasste er das Schulbuch Wir erleben die Geschichte. Ab 1988 war er Vorsitzender vom Bukowina-Institut an der Universität Augsburg. Von 1972 bis 1985 war er Chefredakteur der von der Hanns-Seidel-Stiftung herausgegebenen Zeitschrift Politische Studien. Hampel war über viele Jahre Landes- und Bundesvorsitzender der Katholischen Erziehergemeinschaft (KEG) sowie Vorsitzender der Gesellschaft für christlich-jüdische Zusammenarbeit in Schwaben. Hampel ist der Bruder der Maria-Ward-Schwester Renata Hampel.

## Veröffentlichungen
- Das erzieherische Vorbild. Grundlagen, Wesen, Bedeutung. München 1957.
- mit Walter Grulich: Politische Plakate der Welt. München 1971.
- mit Ambros Schor: Sozialkunde in der Hauptschule. Donauwörth 1980.
- Machtergreifung vor 50 Jahren. Zur Tragik des Widerstandes. München 1983.
- mit Stefan Vogel: Augsburg. Bild einer 2000-jährigen Stadt. Augsburg 1985.
- Von Troppau bis Czernowitz. Vermächtnisse eines Mitteleuropäers im 20. Jahrhundert. Augsburg 1995.

## Herausgeber
- Das Bukowina-Institut in Augsburg. Augsburg 1990.